# Зимін Микола Миколайович
Микола Миколайович Зимін (нар. 1895, місто Порхов Псковської губернії, тепер Псковської області, Російська Федерація — розстріляний 10 вересня 1938, місто Москва) — радянський партійний діяч, 1-й секретар Ярославського обласного комітету ВКП(б). Депутат Верховної Ради СРСР 1-го скликання (1937—1938). Член Центральної контрольної комісії ВКП(б) (1930—1934). Член Комісії партійного контролю при ЦК ВКП(б) (1934—1938).

## Біографія
Народився в родині вчителя. У 1913 році закінчив гімназію в місті Твері.
З 1913 по 1914 рік навчався на юридичному факультеті Московського університету.
У жовтні 1914 — лютому 1915 року — санітар санітарного загону російської армії на фронті. Учасник Першої світової війни.
З 1915 по 1916 рік навчався на юридичному факультеті Московського університету.
Член РСДРП(б) з жовтня 1915 року.
У 1915 — лютому 1917 року — член правління товариства студентів Московського університету з облаштування їдалень, завідувач їдальні.
У березні 1917 — 1919 року — агітатор-пропагандист, член Залізничного районного військово-революційного комітету міста Москви, начальник Червоної гвардії і військовий комісар Залізничного району Москви, організатор і секретар Залізничного міськрайкому РКП(б) міста Москви, товариш комісара, комісар Московського залізничного вузла.
У серпні — грудні 1919 року — у розпорядженні Революційної військової ради Південного фронту, особливоуповноважений Ради праці і оборони РРФСР з вивозу палива.
У грудні 1919 — 10 лютого 1920 року — заступник начальника транспортного відділу Всеросійської надзвичайної комісії (ВЧК) при РНК СРСР. 10 лютого — 21 листопада 1920 року — начальник транспортного відділу і член колегії ВЧК при РНК СРСР.
У січні — березні 1921 року — секретар Горського обласного комітету РКП(б) у Владикавказі.
У березні — липні 1921 року — повноважний представник Всеросійської надзвичайної комісії (ВЧК) з ліквідації бандитизму і повстанського руху в Саратові.
У серпні 1921 — жовтні 1923 року — начальник управління Народного комісаріату шляхів сполучення РРФСР.
У листопаді 1923 — лютому 1924 року — голова правління Московсько-Київсько-Воронезької залізниці у Москві.
У лютому 1924 — січні 1926 року — начальник Південно-Східної залізниці у Воронежі.
У січні — травні 1926 року — відповідальний інструктор Сибірського крайового комітету ВКП(б).
У травні 1926 — липні 1928 року — відповідальний секретар Іркутського окружного комітету ВКП(б).
У серпні 1928 — жовтні 1929 року — заступник завідувача організаційно-розподільного відділу ЦК ВКП(б). У жовтні 1929 — серпні 1930 року — 1-й заступник завідувача відділу культури і пропаганди ЦК ВКП(б).
У серпні 1930 — лютому 1931 року — голова Організаційного комітету Президії ВЦВК по Східно-Сибірському краю в Іркутську. У лютому 1931 — жовтні 1932 року — голова виконавчого комітету Східно-Сибірської крайової Ради в Іркутську.
У листопаді 1932 — липні 1933 року — секретар Північно-Кавказького крайового комітету ВКП(б) у місті Ростові-на-Дону.
У липні 1933 — лютому 1934 року — заступник начальника Політичного управління Народного комісаріату шляхів сполучення СРСР.
У лютому — травні 1934 року — заступник керівника транспортної групи Комісії партійного контролю при ЦК ВКП(б).
У травні — 9 липня 1934 року — заступник завідувача транспортного відділу ЦК ВКП(б).
9 липня 1934 — березні 1935 року — завідувач транспортного відділу ЦК ВКП(б).
У березні 1935 — червні 1937 року — заступник народного комісара шляхів сполучення СРСР з політичної частини і начальник Політичного управління НКПС СРСР.
12 червня 1937 — 5 лютого 1938 року — 1-й секретар Ярославського обласного і міського комітетів ВКП(б). Входив до складу особливої трійки, створеної за наказом НКВС СРСР від 30 липня 1937 року, брав активну участь у сталінських репресіях.
11 лютого 1938 року заарештований органами НКВС. 7 вересня 1938 року Військова колегія Верховного суду СРСР засудила Зиміна до розстрілу за «участь в контрреволюційній організації і зв'язку з іноземною розвідкою». Розстріляний 10 вересня 1938 року на полігоні Комунарка біля Москви.
Реабілітований 19 травня 1956 року Військовою колегією Верховного суду СРСР за відсутністю складу злочину. Відновлений в КПРС рішенням КПК при ЦК КПРС 27 липня 1956 року.

## Нагороди
- орден Леніна (4.04.1936)